# Myrsine apoensis
Myrsine apoensis là một loài thực vật có hoa trong họ Anh thảo. Loài này được (Elmer) Pipoly mô tả khoa học đầu tiên năm 1996.